# The Siege
The Siege is een Amerikaanse film uit 1998 geregisseerd door Edward Zwick. De hoofdrollen worden vertolkt door Denzel Washington en Annette Bening.

## Verhaal
FBI Agent Anthony Hubbard (Denzel Washington) moet samen met zijn partner Frank Haddad een bomaanslag op een bus verijdelen in New York. Het blijkt een vals alarm te zijn. Later zit er weer een bom op een andere bus. De terroristen eisen dat hun religieuze leider Ahmed Ben Talai bevrijd wordt, maar ondanks de onderhandelingen van Hubbard ontploft de bom en komen alle inzittenden om. Er gebeuren nog twee bomaanslagen, in een theater en in een gebouw van de FBI (Hubbards kantoor). Het pad van Hubbard wordt steeds doorkruist door CIA-agente Sharon Bridges (Annette Bening) die ook met een onderzoek bezig is naar de daders. De president roept de noodtoestand uit en schakelt het leger in onder leiding van generaal William Devereaux (Bruce Willis).

## Rolverdeling
| Acteur            | Personage                  |
| ----------------- | -------------------------- |
| Denzel Washington | Anthony Hubbard            |
| Annette Bening    | Sharon Bridger             |
| Bruce Willis      | Generaal William Devereaux |
| Tony Shalhoub     | Frank Haddad               |
| Sami Bouajila     | Samir Nazhde               |
| Ahmed Ben Larby   | Achmed Bin Talal           |
| Mosleh Mohamed    | Muezzin                    |
| Lianna Pai        | Tina Osu                   |
| Mark Valley       | FBI-agent Mike Johanssen   |
| Jack Gwaltney     | Fred Darius                |
| Aasif Mandvi      | Khalil Saleh               |

## Prijzen en nominaties
- 1999 - Blockbuster Entertainment Award
  - Gewonnen: Beste mannelijke bijrol (Bruce Willis)
  - Genomineerd: Beste acteur (Denzel Washington)
  - Genomineerd: Beste actrice (Annette Bening)
- 1999 - Razzie Award
  - Gewonnen: Slechtste acteur (Bruce Willis)